# David A. Stewart
David Allan Stewart (Sunderland, Inglaterra, 9 de septiembre de 1952), también conocido como Dave Stewart, es un músico y productor discográfico británico, más conocido por su trabajo con la banda de new wave Eurythmics.

## Biografía
En 1971, Dave Stewart se aseguró un contrato para grabar un álbum como parte de la banda de folk rock Longdancer, pero no tuvieron éxito comercial. A mediados de los años 1970 formó parte de la banda de rock progresivo Childs justo cuando el mercado para ese género se acababa. Entonces Stewart pasó varios años viviendo en casas abandonadas en Londres.
Literatura promocional lanzada en 2006 declara que Stewart perteneció a un grupo llamado Platinum Weird desde 1973 hasta 1974. El grupo fue formado realmente en 2004 y la historia de los años 1970 fue admitida como "80% verdadera" por Stewart.
A finales de 1976 fue presentado a Annie Lennox por un amigo mutuo. En poco tiempo, Stewart y Lennox se volvieron amantes. Para 1977, la pareja había trabajado junto al músico Peet Coombes (también originario de Sunderland), lanzando un sencillo con Logo Records como The Catch. Esta agrupación se convirtió en The Tourists, la cual disfrutó de un éxito moderado, incluyendo un cover que fue bien aceptado de la canción de Dusty Springfield "I Only Want To Be With You".

### Período con Eurythmics
Tanto The Tourists como el romance entre Stewart y Lennox terminaron en 1980. En este punto, Stewart comenzó un nuevo proyecto musical junto a Lennox, Eurythmics. La agrupación fue uno de los dúos más consistentes de pop-rock de los años 1980. El grupo se separó luego del lanzamiento del disco We Too Are One y la gira que le siguió en 1990. El dúo se reunió en 1999 para grabar el álbum Peace y realizar una gira mundial. La última vez que Lennox y Stewart trabajaron juntos fue en dos canciones que aparecieron en el álbum recopilatorio de 2005 Ultimate Collection.

### Después de Eurythmics
Cuando Eurythmics se disolvió en 1990, Stewart lanzó un álbum como solista junto a los Spiritual Cowboys. A través de los años 1990, Stewart lanzó varios álbumes, incluyendo el aclamado Greetings from the Gutter de 1994. También escribió la autobiografía "ficticia" Sly-Fi en 1999. Cuando su esposa de aquel entonces, Siobhan Fahey, se separó de Bananarama y formó Shakespears Sister, Stewart coescribió algunas de las canciones del álbum Hormonally Yours, incluyendo el mayor éxito internacional de la agrupación, "Stay", bajo el seudónimo Manu Guiot.
Stewart continuó trabajando en una variedad de proyectos y, en 2004, se mudó a los Estados Unidos para concentrarse en su trabajo de bandas sonoras. En 2007, anunció en su página de MySpace que estaría realizando conciertos que mostrarían el trabajo de toda su carrera. De acuerdo al anuncio, estaría acompañado por varios músicos invitados así como por una orquesta. Stewart ha declarado que por primera vez en muchos años ha estado escribiendo canciones en su guitarra, a pesar de que no tiene planes para un nuevo álbum como solista.
El proyecto más reciente de Stewart fue la coproducción del álbum de Ringo Starr Liverpool 8. Stewart se vio envuelto en el proyecto luego de que el productor original, Mark Hudson, se enemistará con Ringo. Debido a que Hudson había producido algunas canciones antes de la llegada de Stewart, ambos fueron acreditados como coproductores del álbum. Liverpool 8 fue lanzado en enero de 2008.

### Otros proyectos

#### Bandas sonoras
Dave Stewart se introdujo en la industria cinematográfica en 1989, cuando escribió la banda sonora Lily Was Here para la película neerlandesa De Kassière. El sencillo del mismo nombre fue número uno en los Países Bajos por cinco semanas. La canción contó con la colaboración de la saxofonista Candy Dulfer, quien hasta ese entonces no había lanzado ningún material propio.

#### Cameos en filmes y comerciales
Stewart, quien se ha llamado a sí mismo un "ingeniero cultural", apareció en un comercial de Apple Computer en 1993 para la Power Macintosh en la que él realizaba un riff en la palabra "power". También realizó un pequeño cameo como un hacker británico en el filme de 1995 Hackers.

#### Productor de documentales
Stewart, junto con su hermano y en colaboración con el crítico de música y autor Robert Palmer y el realizador de documentales Robert Mugge hizo el documental Deep Blues: A Musical Pilgrimage to the Crossroads, lanzado en 1991. El filme es acerca del Delta blues y es narrado por Palmer. El documental fue filmado en Memphis (Tennessee) y en varios condados del norte de Misisipi.

#### Director de cine
Stewart realizó su debut como director en 2000 con Honest, una comedia negra ambientada en Swinging London a finales de los años 1960 protagonizada por las miembro de la agrupación británico-canadiense All Saints. El filme recibió críticas negativas, incluso una que llegó a afirmar que "es la peor clase de basura, la clase que te hace enojar por haber desperdiciado 105 minutos de tu vida." Sin embargo, The Times llamó al filme una "película de culto".

#### Musicales
En 2004, Stewart escribió un musical, Barbarella, basado en el filme de 1968. El musical se estrenó en Viena el 11 de marzo de 2004.

#### Duetos
Stewart produjo y escribió múltiples canciones en el álbum de solista de Jon Bon Jovi Destination Anywhere (1997) Stewart también colaboró con Mick Jagger para grabar varias canciones que aparecieron en la banda sonora de la película de 2004 Alfie. La banda sonora incluye la aclamada "Old Habits Die Hard", la cual ganó el premio Globo de Oro a la mejor canción original. También coescribió la canción "Friend or Foe" para el álbum de 2005 del dúo ruso t.A.T.u. Dangerous and Moving.
Stewart coescribió la canción principal de la película Ruthless People junto con Mick Jagger y Daryl Hall. También coescribió "Don't Come Around Here No More" para Tom Petty & The Heartbreakers y apareció en el video de la canción. El 21 de marzo de 2007, Stewart reveló una iniciativa llamada "Greenpeace Works", la cual él describió como una especie de "think tank" para idear maneras en las que las celebridades y Greenpeace puedan trabajar juntos en materia ambiental.

#### Televisión
Uno de los proyectos actuales de Stewart es ser el principal entrevistador para una serie de HBO llamada Off the Record, el cual es un show que trata la composición de canciones y promete presentar varios músicos muy prominentes. El piloto fue transmitido el 24 de noviembre de 2006 y presentaba a Bono y a The Edge de U2.

#### Sello discográfico
Stewart formó un sello discográfico llamado Anxious Records. Los trabajos de Dave Stewart, desde los álbumes de Eurythmics y el álbum final de The Tourists, hasta éxitos que ha escrito para otros artistas y bandas sonoras, han sido lanzados por Bertelsmann Music Group, con la sola excepción de la banda sonora de 1984, 1984 (For the Love of Big Brother), que fue lanzada por Virgin Records ya que la película fue lanzada por Virgin Films.

### Platinum Weird
En 2006, Stewart resucitó Platinum Weird, una banda que él dice haber formado a principios de los años 1970 en Londres junto con la cantante Erin Grace, pero que en realidad fue creada en 2004. De acuerdo con las historia ficticia, Erin era cambiante y misteriosa y desapareció antes de la fecha en que el álbum de la banda debiera ser lanzado en 1974. Platinum Weird incluía a la compositora Kara DioGuardia en las vocales. La banda regrabó algunas de las canciones de la banda ficticia y algunas nuevas para su segundo álbum lanzado en 2007, el cual fue producido por John Shanks.
En julio de 2006, VH1 estrenó un mockumentary titulado Rock Legends – Platinum Weird, un análisis de la inusual historia de la banda, que incluye cameos de estrellas del rock tales como Mick Jagger, Annie Lennox, Elton John y Ringo Starr recordando el pasado de la banda y sus impresiones acerca de la misteriosa Erin Grace. Su primer álbum fue promovido a través de varios sitios web de fanes ficticios, algunos de los cuales estaban registrados al Departamento de Prensa de Interscope Record y ubicados en el mismo servidor que interscope.com, y documentos falsos relacionados con el grupo "perdido".
Gran parte de la historia ficticia de Platinum Weird es aparentemente idéntica a la de una promoción previa por la banda Unicorn.

### SuperHeavy
SuperHeavy fue formado después de una conversación telefónica entre Dave Stewart y Mick Jagger. Tras esta charla, ambos comenzaron a delinear y poner en práctica el experimento y con el tiempo se sumaron al proyecto artistas de géneros distantes: la cantante de soul Joss Stone, A.R. Rahman, ganador de dos premios Oscar por su trabajo en la película Slumdog Millionaire y la estrella de reggae Damian Marley. La agrupación lanzó un álbum homónimo en septiembre de 2011.

### Vida personal
Dave Stewart estuvo casado con una mujer llamada Pam desde 1973 hasta 1977. Stewart se casó con la antigua miembro de Bananarama Siobhan Fahey (quien más tarde formaría Shakespears Sister) en 1987. La pareja tuvo dos hijos (Sam y Django), pero se divorciaron en 1996. El 4 de agosto de 2001, Stewart se casó con la fotógrafa neerlandesa Anoushka Fisz, con quien tiene una hija llamada Kaya. Durante el período en que estuvo en The Tourists, Stewart mantuvo una relación con Annie Lennox, a pesar de que estuvieron separados cuando formaban parte de Eurythmics. En 2004, Stewart y su esposa se mudaron a Hollywood para que él se pudiera concentrar en su trabajo para bandas sonoras. En la actualidad, la familia vive en Haslemere (Surrey), en Inglaterra.

## Discografía
| Año  | Álbum                                  | Notas                                                        |
| ---- | -------------------------------------- | ------------------------------------------------------------ |
| 1990 | Dave Stewart and the Spiritual Cowboys | como Dave Stewart and the Spiritual Cowboys                  |
| 1991 | Honest                                 | como Dave Stewart and the Spiritual Cowboys                  |
| 1994 | Greetings from the Gutter              |                                                              |
| 1998 | Sly-Fi                                 |                                                              |
| 2011 | The Black Bird Diaries                 | Alternando con Martina McBride, Stevie Nicks, Colbie Caillat |
| 2012 | The Ringmaster General                 |                                                              |
| 2013 | Lucky numbers                          |                                                              |

### Bandas sonoras y colaboraciones
| Año  | Álbum            | Colaborador           | Notas                                                           |
| ---- | ---------------- | --------------------- | --------------------------------------------------------------- |
| 1989 | Lily Was Here    | Candy Dulfer          | Banda sonora de la película neerlandesa De Kassière             |
| 1991 | Jute City        |                       | Banda sonora de la película de la BBC Jute City                 |
| 1992 | Vegas            | Terry Hall            | Lanzado bajo el nombre de Vegas                                 |
| 1994 | The Ref          |                       | Banda sonora para la película de 1994 The Ref                   |
| 1999 | Cookie's Fortune |                       | Banda sonora para la película de Robert Altman Cookie's Fortune |
| 2002 | D.U.P.           | Gary "Mudbone" Cooper | Lanzado bajo el nombre de "Da Univerzal Playaz"                 |
| 2004 | Alfie            | Mick Jagger           | Banda sonora de la película Alfie                               |
|      |                  |                       |                                                                 |